# Scheme
Die Programmiersprache Scheme ist eine Lisp-Variante.
Sie ist funktional, unterstützt jedoch auch andere Programmierparadigmen (z. B. imperative Programmierung).
Scheme zeichnet sich dadurch aus, dass nur wenige Programmierkonzepte durch die Syntax vorgegeben sind.
In Scheme gibt es daher mehr Möglichkeiten ein Programm zu beschreiben als in vielen anderen Programmiersprachen.
Beispielsweise gibt es im Scheme-Standard keine Hilfsmittel zur objektorientierten Programmierung; solche können aber mittels Makros und λ-Ausdrücken in Scheme programmiert und zur objektorientierten Programmierung in Scheme verwendet werden:
Scheme ist eine programmierbare Programmiersprache.
Entwickelt wurde Scheme von Gerald Jay Sussman und Guy Lewis Steele Jr. am Massachusetts Institute of Technology, wo auch die formale Spezifikation zur Verfügung steht, der sogenannte Revised Report. Die derzeit aktuelle Spezifikation ist R7RS.

## Syntax und Semantik
Die Syntax von Scheme ist sehr regelmäßig und einfach. Grundlage ist eine vollständig geklammerte Präfix-Notation (siehe auch Polnische Notation). Ein Programm besteht aus Ausdrücken und Definitionen. Ausdrücke sind entweder Literale oder zusammengesetzte Ausdrücke, die einen Funktionsaufruf darstellen:
```
  
(
operator
 
operand-1
 
operand-2
 
...
 
operand-n
)

```

Jedes Element eines zusammengesetzten Ausdrucks ist wieder ein Ausdruck.
Die Bedeutung (oder Semantik) von Ausdrücken ist über ihre Auswertung definiert.
Die Bedeutung (Semantik) eines literalen Ausdrucks ist der konstante Wert des Ausdrucks. Zum Beispiel hat die Zeichenfolge 2 den Wert der Zahl 2 und die Zeichenfolge #t hat den booleschen Wahrheitswert für „wahr“.
Bei der Auswertung zusammengesetzter Ausdrücke muss der Ausdruck operator (in Anlehnung an mathematische Operatoren) zu einer Funktion auswerten. Rechts des Operators stehen beliebig viele Operanden, die wiederum einfache oder zusammengesetzte Formen sind.
Die Klammern sind damit von besonderer Bedeutung und können im Gegensatz zu den meisten anderen Programmiersprachen nicht beliebig gesetzt werden. Die zusammengesetzte Form
```
(
foo
 
42
)

```

etwa ist ein Ausdruck, der auf semantischer Ebene den Aufruf der an die Variable foo gebundenen Funktion mit dem Argument 42 bedeutet. Die Auswertung des Ausdrucks
```
(
foo
 
(
42
))

```

dagegen führt zu einem Fehler zur Laufzeit: Bei (42) handelt es sich um eine zusammengesetzte Form und die Semantik sieht die Anwendung des Operators vor. Da 42 allerdings eine Zahl und keine Funktion ist, kommt es zu einem Fehler.
Ein Vorteil der vollständig geklammerten Präfix-Notation besteht darin, dass diese Notation nur mit einer einzigen Präzedenz für alle Operatoren auskommt. Eine gängige Kritik an der Syntax von Scheme bezieht sich auf die hohe Zahl der Klammern, die die Erstellung und Bearbeitung des Quelltextes erschweren. Scheme-Programmierer begegnen dieser Schwierigkeit, indem sie Editoren verwenden, die die Bearbeitung von Scheme-Quelltexten in besonderer Weise unterstützen (zum Beispiel Emacs). Zu diesen Hilfen zählen die automatische Einrückung des Codes und die Markierung zusammengehöriger Klammerpaare während des Editierens.
Einige Scheme-Implementierungen, wie zum Beispiel Racket, erlauben abweichend vom Sprachstandard zusätzlich die Verwendung von eckigen Klammern. Dadurch soll die Übersichtlichkeit erhöht werden. Beispiel:
```
  
(
let
 
([
x
 
42
]

        
[
y
 
23
])

     
(
+
 
x
 
y
))

```

## Spezialform Lambda
Das Schlüsselwort lambda leitet die Spezialform für sogenannte Lambda-Ausdrücke ein. Ein Lambda-Ausdruck wertet zu einer Prozedur aus, die in Scheme ein Wert erster Klasse ist. Prozeduren können damit wie Werte anderer Typen im Programm verwendet werden, also etwa an Namen gebunden werden, als Argumente bei einem Prozeduraufruf übergeben werden oder von einer Prozedur zurückgegeben werden.
Definition der Spezialform lambda:
(lambda (argument) expression)
```
(
lambda
 
(
x
)
 
(
*
 
x
 
x
))
 
; Bildet das Quadrat von x

```

Aufruf der vom obigen Lambda-Ausdruck erzeugten Prozedur:
```
((
lambda
(
x
)
 
(
*
 
x
 
x
))
 
5
)
 
; Bildet das Quadrat von 5

; (Rückgabe = 25)

```

Der Name dieser Spezialform geht auf den Lambda-Kalkül zurück.

## Globale Definitionen
Eine Definition mit dem Schlüsselwort define bindet einen Wert an einen Namen. Der Name ist global gebunden, kann also an einer beliebigen Stelle im Programm nach der Definition verwendet werden. Da Prozeduren in Scheme ebenfalls Werte sind, können mit define auch globale Prozeduren definiert werden. Im folgenden Code-Abschnitt wird der Name a-number an die Zahl 42 gebunden und anschließend der Name square an eine Funktion, die eine Zahl quadriert:
```
  
(
define
 
a-number
 
42
)

  
(
define
 
square

     
(
lambda
 
(
x
)

        
(
*
 
x
 
x
)))

```

Zur Definition globaler Prozeduren kann auch eine vereinfachte Notation verwendet werden, bei der der lambda-Ausdruck weggelassen wird. Obige Definition von square kann in abgekürzter Form wie folgt geschrieben werden:
```
  
(
define
 
(
square
 
x
)

    
(
*
 
x
 
x
))

```

Ein Beispiel dafür, dass eine Funktion eine andere Funktion zurückgeben kann, liefert folgender Ausdruck:
```
(
define
 
(
sum-with
 
x
)

    
(
lambda
 
(
y
)
 
(
+
 
y
 
x
)))

```

Der Parameter x der Funktion sum-with bestimmt, wie sich die zurückgegebene Funktion verhält: Die zurückgegebene Funktion addiert ein Argument y genau um den in sum-with angegebenen Faktor x.
```
((
sum-with
 
5
)
 
1
)

; Ergebnis: 6

```

## Lokale Bindungen
Die Variablen- und Funktionsdeklaration gestaltet sich in Scheme etwas anders als in konventionellen Programmiersprachen. Zum einen müssen Variablen und Funktionen (Prozeduren) nicht an Bezeichner gebunden werden, zum anderen geschieht die Deklaration über Prozeduren, es gibt keine gesonderten Schlüsselwörter.
Zur Deklaration stehen die Formen define und let zur Verfügung, je nach Bedarf können anstelle von let auch die Variationen let* und letrec verwendet werden.

### let
let bindet mehrere Werte an die angegebenen Bezeichner. Diese Bindungen sind nur innerhalb des Rumpfes von let sichtbar. let hat die folgende Syntax:
```
 
(
let
 
((
name-1
 
'
'ausdruck-1
''
)

       
(
name-2
 
'
'ausdruck-2
''
)

       
...

       
(
name-n
 
'
'ausdruck-n
''
))

   
...

   
; Rumpf des let-Ausdrucks

   
; name-1, ..., name-n sind nur innerhalb des Rumpfes von '''let''' gebunden

   
...

 
)

```

Die Ausdrücke ausdruck-1 bis ausdruck-n werden in einer nicht spezifizierten Reihenfolge ausgewertet, bevor die resultierenden Werte an die jeweiligen Namen gebunden werden. Danach wird der Rumpf des let-Ausdrucks ausgewertet. Erst im Rumpf gelten die Bindungen name-1 bis name-n. Es ist insbesondere mit let nicht möglich, im Ausdruck ausdruck-i auf einen anderen Namen zuzugreifen, der im selben let-Ausdruck gebunden wird (vgl. let*).
Der Wert des letzten Ausdrucks im Rumpf ergibt den Wert des gesamten let-Ausdrucks. Da die Auswertungsreihenfolge der Ausdrücke ausdruck-i nicht festgelegt ist und theoretisch sogar alle Ausdrücke zeitgleich ausgewertet werden dürfen, spricht man auch von einem parallelen let.
Beispiele:
```
 
(
let
 
((
a
 
3
)

       
(
b
 
(
+
 
10
 
12
))

       
(
c
 
(
lambda
 
(
n
)
 
(
*
 
n
 
2
))))

      
(
c
 
(
+
 
a
 
b
)))

 
=>
 
50

 
(
let
 
((
a
 
1
))

      
(
let
 
((
a
 
0
)

            
(
b
 
a
))

           
b
))

 
=>
 
1

```

let ist eine vereinfachte Syntax, die in einen Funktionsaufruf übersetzt wird. Beispiel:
```
  
(
let
 
((
a
 
(
+
 
1
 
1
))
 
(
b
 
(
+
 
2
 
2
)))

    
(
+
 
a
 
b
))

```

expandiert zu:
```
  
((
lambda
 
(
a
 
b
)
 
(
+
 
a
 
b
))
 
(
+
 
1
 
1
)
 
(
+
 
2
 
2
))

```

### let*
let* hat dieselbe Syntax wie let und eine ähnliche Semantik. Im Unterschied zu let ist bei let* die Reihenfolge, in der die Ausdrücke in den Name-Ausdruck-Paaren ausgewertet werden, festgelegt: Die Auswertung erfolgt von links nach rechts. Man spricht daher auch von einem sequentiellen let*. Im Unterschied zu let kann in den Ausdrücken (rechte Seiten der Name-Ausdruck-Paare) auf die Namen der weiter links stehenden Bindungspaare zugegriffen werden.
Beispiel:
```
 
(
let
 
((
a
 
1
))

      
(
let*
 
((
a
 
0
)

             
(
b
 
a
))

            
b
))

 
=>
 
0

```

Wie let ist auch let* eine vereinfachte Syntax und wird in verschachtelte Funktionsaufrufe übersetzt:
```
  
(
let*
 
((
a
 
(
+
 
1
 
1
))

         
(
b
 
(
+
 
a
 
1
)))

    
(
*
 
a
 
b
))

```

expandiert zu:
```
  
((
lambda
 
(
a
)

     
((
lambda
 
(
b
)
 
(
*
 
a
 
b
))
 
(
+
 
a
 
1
)))

   
(
+
 
1
 
1
))

```

### letrec und named let
letrec-Ausdrücke haben dieselbe Syntax wie let-Ausdrücke. Hinsichtlich der Sichtbarkeit der zu bindenden Namen gibt es jedoch einige Unterschiede. Die Namen (also die linken Seiten der Bindungspaare) können in jedem Ausdruck der Bindungspaare verwendet werden. Die vom let* her bekannte Einschränkung, dass sich die Namen in einem Ausdruck nur auf vorhergehende (also weiter links stehende) Namen beziehen können, fällt also weg. Insbesondere kann letrec zur Definition von lokalen rekursiven Funktionen verwendet werden. Beispiel:
```
  
(
letrec
 
((
sum
 
(
lambda
 
(
lst
 
s
)

                 
(
if
 
(
null?
 
lst
)

                   
s

                   
(
sum
 
(
cdr
 
lst
)
 
(
+
 
s
 
(
car
 
lst
)))))))

    
(
sum
 
(
list
 
1
 
2
 
3
)
 
0
))

  
=>
 
6

```

Es können auch wechselseitig rekursive Funktionen definiert werden:
```
  
(
letrec
 
((
even?
 
(
lambda
 
(
n
)

                  
(
if
 
(
zero?
 
n
)

                    
#t

                    
(
odd?
 
(
-
 
n
 
1
)))))

           
(
odd?
 
(
lambda
 
(
n
)

                  
(
if
 
(
zero?
 
n
)

                    
#f

                    
(
even?
 
(
-
 
n
 
1
))))))

    
(
even?
 
42
))

  
=>
 
#t

```

Eine Variante von letrec ist das sogenannte named let, das besonders zur Programmierung von Schleifen verwendet wird. Die Syntax ist
```
  
(
let
 
'
'name
''
 
(
'
'bindungen
''
)
 
'
'rumpf
''
)

```

, wobei bindungen die vom let her bekannten Paare aus Name und Ausdruck sind. Der Rumpf des named let wird als Rumpf einer Prozedur mit dem Namen name verwendet, die genau so viele Argumente hat wie Bindungspaare angegeben wurden. Das named let ist ein Makro, welches in den Aufruf dieser Prozedur name expandiert. Als Argumente werden die rechten Seiten der Bindungspaare verwendet. Das Beispiel für letrec kann mit einem named let folgendermaßen geschrieben werden:
```
  
(
let
 
sum
 
((
lst
 
(
list
 
1
 
2
 
3
))

            
(
s
 
0
))

    
(
if
 
(
null?
 
lst
)

        
s

        
(
sum
 
(
cdr
 
lst
)
 
(
+
 
s
 
(
car
 
lst
)))))

```

### define
define wird meist benutzt, um auf globaler Ebene Funktionen und Konstanten zu deklarieren, aber es ist auch innerhalb des Rumpfes von Prozeduren verwendbar. Die Sichtbarkeit der so gebundenen Variablen beschränkt sich auf den Rumpf, in dem die Definition steht. define, die nicht auf globaler Ebene stehen, werden interne Definitionen genannt und gelegentlich der besseren Lesbarkeit wegen anstatt eines letrec verwendet.
Die Syntax ist:
```
 
(
define
 
bezeichner
 
ausdruck
)

```

Der Ausdruck darf sich auch rekursiv auf bezeichner beziehen.
In diesem Beispiel werden foo und bar intern definiert. Beide Variablen sind nur innerhalb des Rumpfes des let-Ausdrucks sichtbar.
```
  
(
let
 
((
x
 
5
))

    
(
define
 
(
foo
 
y
)

      
(
bar
 
x
 
y
))

    
(
define
 
(
bar
 
a
 
b
)

      
(
+
 
(
*
 
a
 
b
)
 
a
))

    
(
foo
 
(
+
 
x
 
3
)))

```

Obiger Code entspricht dieser Version mit letrec:
```
  
(
let
 
((
x
 
5
))

    
(
letrec
 
((
foo
 
(
lambda
 
(
y
)
 
(
bar
 
x
 
y
)))

             
(
bar
 
(
lambda
 
(
a
 
b
)
 
(
+
 
(
*
 
a
 
b
)
 
a
))))

      
(
foo
 
(
+
 
x
 
3
))))

```

## Datentypen

### Prozeduren
Prozeduren gehören zu den wichtigsten Sprachelementen von Scheme. Sie können mit einem Lambda-Ausdruck (lambda) beschrieben werden. Da sie in Scheme wie jeder andere Datentyp behandelt werden, ist es möglich, sie mit let oder define an einen Bezeichner zu binden.
Beispiel: Eine Prozedur mit zwei Argumenten:
```
 
(
define
 
test

   
(
lambda
 
(
arg1
 
arg2
)

         
...
 
))

```

Es gibt eine vereinfachte Notation, mit der der define- und der lambda-Ausdruck zusammengefasst werden können:
```
 
(
define
 
(
test
 
arg1
 
arg2
)

  
...
)

```

Aufgerufen wird diese Prozedur wie folgt:
```
 
(
test
 
wert1
 
wert2
)

```

Prozeduraufrufe müssen generell mit zwei Klammern eingeschlossen werden. Scheme betont die Rolle von Ausdrücken, die einen Wert haben, gegenüber Befehlen, die etwas tun. Deswegen ist es – im Gegensatz zu vielen anderen Sprachen – nicht nötig, den Ausdruck im Körper der Prozedurbeschreibung als Rückgabewert zu markieren. Im Gegenteil: Es sind besondere Konstrukte wie begin nötig, um Anweisungen ohne Rückgabe ihres Wertes auszuführen.
Natürlich gibt es eine Reihe von vordefinierten Prozeduren wie cons, car, cdr, +, -, *, <. Diese vordefinierten Prozeduren können neu definiert werden, wie folgendes Beispiel zeigt:
```
 
(
define
 
(
+
 
x
 
y
)

     
(
-
 
x
 
y
))

```

+ würde jetzt nicht addieren, sondern subtrahieren.
Dadurch, dass die mathematischen Operatoren ebenfalls durch Prozeduren realisiert sind, ergibt sich für Berechnungen eine Präfixnotation. Scheme kennt keine Operatorhierarchie, alle Formeln sind eindeutig.

### Paare und Listen
Listen werden in Scheme-Programmen relativ häufig gebraucht. Wichtigster Baustein für Listen in Scheme sind Paare. Ein Paar ist eine Datenstruktur, die zwei beliebige Scheme-Werte enthält. Mit cons wird ein neues Paar erzeugt. Beispiel:
```
  
(
cons
 
'sinn
 
42
)

```

Dieser Aufruf von cons erzeugt ein neues Paar, dessen erstes Feld das Symbol 'sinn enthält und dessen zweites Feld die Zahl 42. Auf das erste Feld eines Paares kann mit der eingebauten Funktion car (sprich: „carr“) zugegriffen werden, auf das zweite Feld mit cdr (sprich: „kudder“). Die Namen car („content of address register“) und cdr („content of decrement register“) sind historisch begründet, haben sich aber so erhalten. Sie beziehen sich auf Operationen, die seinerzeit bei der ersten Lisp-Implementation auf der IBM 704 benutzt wurden. Die eingebauten Funktionen set-car! und set-cdr! setzen die Werte der entsprechenden Felder eines Paares auf einen neuen Wert. Das Typ-Prädikat pair? gibt genau dann #t (für wahr) zurück, wenn es auf ein Paar, also einen mit cons erzeugten Wert angewendet wurde.
Die Definition von Listen ist induktiv: Die leere Liste, geschrieben '(), ist eine Liste. Außerdem ist ein Paar, dessen cdr eine Liste ist, eine Liste. Durch die Definition ergibt sich, dass eine Liste aus Paaren besteht: Im car-Feld eines Paares steht ein beliebiger Wert, im cdr-Feld das Paar, das das nächste Listenelement enthält. Das Ende der Liste ist erreicht, wenn im cdr-Feld die leere Liste zu finden ist, was sich mit der eingebauten Funktion null? überprüfen lässt. Beispiele für Listen:
```
  
'
()

  
(
cons
 
1
 
'
())

  
(
cons
 
1
 
(
cons
 
2
 
'
()))

```

Für die Erzeugung von Listen gibt es außerdem noch die komfortable Funktion list, die eine beliebige Anzahl von Argumenten nimmt und diese als Liste zurückgibt. Die folgenden beiden Listen sind äquivalent:
```
(
list
 
1
 
2
 
3
)

(
cons
 
1
 
(
cons
 
2
 
(
cons
 
3
 
'
())))

```

Funktionen, die Listen verarbeiten, sind meist rekursive Funktionen. Mit dieser Funktion lässt sich zum Beispiel die Länge einer Liste bestimmen:
```
  
(
define
 
(
length
 
lst
)

    
(
if
 
(
null?
 
lst
)

       
0

       
(
+
 
1
 
(
length
 
(
cdr
 
lst
)))))

```

Scheme-Programmierer machen von der Möglichkeit, die Felder eines Paares mit set-car! oder set-cdr! zu ändern, fast nie Gebrauch. Die Verarbeitung von Listen erfolgt fast immer rein funktional, d. h. aus Listen werden neue Listen erzeugt. Ein Beispiel ist diese Funktion map, die eine Funktion f auf alle Elemente einer Liste anwendet:
```
  
(
define
 
(
map
 
f
 
lst
)

    
(
if
 
(
null?
 
lst
)

       
'
()

       
(
cons
 
(
f
 
(
car
 
lst
))
 
(
map
 
f
 
(
cdr
 
lst
)))))

```

### Weitere Datentypen
Weitere Datentypen sind unter anderem:
- integer (ganze Zahlen, beliebige Stellenzahl)
- rational (Brüche, beliebige Genauigkeit)
- real (Dezimalzahlen)
- komplexe Zahlen
- Symbole
- Zeichen
- Strings (Zeichenkette)
- Paare
- Vektoren
- Port (Repräsentation für Eingabe/Ausgabe-Geräte, Dateien etc.)
- Boolean

wahr und falsch werden durch #t und #f dargestellt, wobei Scheme jedoch nur #f (in veralteten Implementierungen nur ein Synonym für leere Liste '()) als logisch falsch interpretiert; alle anderen Werte gelten als wahr.

## Fallunterscheidung
If
if wertet einen Test-Ausdruck aus und wertet je nach dessen Wahrheitswert den zweiten Operanden (Konsequente) oder den dritten Operanden (Alternative) aus. Der Wert des gesamten If-Ausdrucks ergibt sich aus der Auswertung der Konsequente bzw. Alternative. Nur wenn der Test-Ausdruck den Wert #f hat, wird die Alternative ausgewertet, andernfalls die Konsequente. D. h. jeder Wert außer #f gilt als logisch wahr.
Ein entsprechender Ausdruck sieht zum Beispiel so aus:
```
 
(
if
 
(
>
 
x
 
0
)

    
'positive

    
'not-positive
)

```

Dieser Ausdruck wertet entweder zum Symbol 'positive oder zum Symbol 'not-positive aus. Da If ein Ausdruck ist, kann If innerhalb von Ausdrücken verwendet werden:
```
  
(
*
 
2
 
(
if
 
(
>
 
x
 
max
)
 
max
 
x
))

```

Cond
Mit cond ist es möglich, mehrere Fälle zu unterscheiden. Ein Fall besteht aus einem Test und einer Konsequente. Die Fälle werden von links nach rechts überprüft. Liefert der Test eines Falles nicht #f zurück, wird die entsprechende Konsequente ausgewertet: Dieser Wert ergibt dann den Wert des gesamten cond-Ausdrucks. Trifft keiner der angegebenen Fälle zu, wird, falls vorhanden, der else-Fall ausgewertet. Ist kein else-Fall vorhanden, ist der Wert des cond-Ausdrucks nicht definiert. Beispiel:
```
 
(
cond
 
((
=
 
wert
 
65
)
 
'a
)

       
((
=
 
wert
 
66
)
 
'b
)

       
(
else
 
'unbekannt
))

```

## Schleifen
Scheme besitzt keinerlei Programmiersprachen-Konstrukte für Schleifen (allerdings wird in den automatisch inkorporierten „Scheme Standard Libraries“ beispielsweise mit dem do-Konstrukt die Möglichkeit von Schleifen angeboten). Schleifen werden in der Regel durch rekursive Funktionsaufrufe implementiert. Eine Endlosschleife sieht im einfachsten Fall so aus:
```
 
(
define
 
(
loop
)

  
(
loop
))

```

Ein häufig gezeigtes Beispiel, um dies zu demonstrieren, ist die Berechnung der Fakultät:
```
 
(
define
 
(
fak
 
n
)

    
(
if
 
(
=
 
n
 
0
)
 
1

        
(
*
 
n
 
(
fak
 
(
-
 
n
 
1
)))))

```

Um dieses theoretisch ansprechende Konzept praktikabel umzusetzen, optimiert Scheme die endstämmige Rekursion (bzw. allgemeiner: alle endstämmigen Funktionsaufrufe). Bei der nicht-endstämmigen Rekursion leistet die Funktion nach dem Selbstaufruf noch Arbeit. Im Beispiel die Multiplikation:
```
 
(
fak
 
4
)

 
(
*
 
4
 
(
fak
 
3
))

 
(
*
 
4
 
(
*
 
3
 
(
fak
 
2
)))

 
(
*
 
4
 
(
*
 
3
 
(
*
 
2
 
(
fak
 
1
))))

 
(
*
 
4
 
(
*
 
3
 
(
*
 
2
 
(
*
 
1
 
(
fak
 
0
)))))

 
(
*
 
4
 
(
*
 
3
 
(
*
 
2
 
(
*
 
1
 
1
))))

 
(
*
 
4
 
(
*
 
3
 
(
*
 
2
 
1
)))

 
(
*
 
4
 
(
*
 
3
 
2
))

 
(
*
 
4
 
6
)

 
24

```

Hier wird während des Ablaufs zum Speichern der Zwischenergebnisse zunehmend mehr (Speicher-)Platz benötigt. Eine endständige (tail-recursive) Variante des obigen Beispieles wäre:
```
 
(
define
 
(
fak-iter
 
n
 
a
)

  
(
if
 
(
=
 
n
 
0
)
 
a

      
(
fak-iter
 
(
-
 
n
 
1
)
 
(
*
 
n
 
a
))))

 
(
define
 
(
fak
 
n
)

  
(
fak-iter
 
n
 
1
))

```

Der Ablauf würde dann wie folgt aussehen:
```
 
(
fak
 
4
)

 
(
fak-iter
 
4
 
1
)

 
(
fak-iter
 
3
 
4
)

 
(
fak-iter
 
2
 
12
)

 
(
fak-iter
 
1
 
24
)

 
(
fak-iter
 
0
 
24
)

 
24

```

Scheme erkennt, dass das Ergebnis des Prozeduraufrufs nur noch zurückgegeben wird, und kann somit für alle Prozeduraufrufe denselben Speicherplatz verwenden. Die zusätzliche Variable a in der Prozedur fak-iter akkumuliert die Zwischenergebnisse.

## Kommentare
Kommentare werden durch ein Semikolon (;) eingeleitet und reichen bis zum Zeilenende.

## Vergleich zwischen Scheme und Lisp
Drei wesentliche Merkmale unterscheiden Scheme von Lisp:
- In Scheme gibt es die Funktion call-with-current-continuation. Sie erlaubt, die gegenwärtige Continuation (d. h. eine Art Ausführungszustand des laufenden Programms) als Variable zu verwenden. Damit ist es möglich, später im Programmablauf zur Stelle dieser Continuation zurück zu springen.
- Der Scheme-Standard schreibt proper tail recursion vor: Prozeduraufrufe in einer endrekursiven Position dürfen keinen Speicherplatz auf dem Aufrufstapel des Programms verbrauchen. Das bedeutet, dass eine unbegrenzte Anzahl an endrekursiven Aufrufen einer Prozedur möglich ist.
- Im Gegensatz zu Lisp sind Makros in Scheme „hygienisch“: Innerhalb eines Makros eingeführte Bezeichner verdecken keine anderen Bezeichner der lexikalischen Umgebung außerhalb des Makros, also des aufrufenden Programms. Umgekehrt werden innerhalb eines Makros verwendete Bezeichner immer innerhalb der lexikalischen Umgebung des Makros aufgelöst, nicht außerhalb. Das bedeutet, dass die Bezeichner eines Makros nur für das Makro selbst sichtbar sind und das Makro nicht auf Bezeichner des übergeordneten Programms zugreifen kann, sowie dass das Programm nicht auf die internen Bezeichner des Makros zugreifen kann.

## Implementierungen und Entwicklungswerkzeuge
Es steht eine große Zahl von Implementierungen der Programmiersprache zur Verfügung. Im Folgenden werden nur einige populäre Implementierungen erwähnt:
- Bigloo[3] übersetzt Scheme-Code in verschiedene andere Sprachen: C, Java und .NET.
- Chicken ist eine Implementierung, die Scheme nach C übersetzt und deswegen auf praktisch allen Plattformen läuft. Sie stellt sowohl einen Interpreter als auch einen Compiler zur Verfügung und hat wegen der Anbindung zu C eine umfangreiche Bibliothek an Erweiterungen. Die Implementierung ist weitgehend R5RS-konform.
- Gambit C[4] verfügt neben einem Scheme-Interpreter auch über einen der effizientesten Scheme-zu-C-Compiler.
- Gauche[5] ist eine R7RS-konforme Implementierung. Sie ist als Skriptinterpreter für Entwickler und Administratoren konzipiert. Einige der Entwicklungsziele sind eine kurze Startzeit, eine eingebaute Systemschnittstelle, native Mehrsprachenunterstützung. Weiterhin können zahlreiche Erweiterungen eingebunden werden, z. B. für OpenGL und GTK+.
- GNU Guile ist ein Interpreter, der als Bibliothek eingebunden werden kann. Ziel ist in erster Linie, Programme leicht um Scripting-Fähigkeiten erweitern zu können.
- LispMe[6] ist eine Implementierung für PalmOS-kompatible PDAs.
- Racket[7] (früher PLT Scheme) ist eine verbreitete Implementierung, die neben einer großen Menge von Bibliotheken eine eigene Entwicklungsumgebung mit dem Namen DrRacket (früher DrScheme) beinhaltet. DrRacket ist speziell auf den Einsatz in der Programmieranfängerausbildung zugeschnitten und leicht zu bedienen. Racket enthält mehrere Compiler, die Racket-/Scheme-Code zu  Byte- oder C-Code umwandeln.
- Scheme 48[8] ist eine komplett in Scheme geschriebene Scheme-Implementierung. Zum Bootstrapping wird ein statisch typisierter Scheme-Dialekt namens PreScheme verwendet. Scheme 48 übersetzt Scheme-Code in Bytecode, der in einem Speicherimage gesichert werden kann. Scheme 48 zeichnet sich besonders durch seine Möglichkeiten aus, Scheme-Code zu debuggen.
- SIOD.[9] Ein kleiner, schneller Scheme-Interpreter, der unter anderem Verwendung in GIMPs ScriptFu bis Version 2.4 fand.

### Einführungen
- How To Design Programs (HTDP) – Einsteiger-Scheme-Buch
- Structure and Interpretation of Computer Programs (SICP) – Dieses Scheme-Buch wurde jahrelang in den Einsteiger-Programmierkursen am MIT und anderen Universitäten verwendet.
- Teach Yourself Scheme in Fixnum Days. – Online-Kurs für Einsteiger.

### Sprachstandards
- Definition des veralteten Sprachstandards R5RS
- Definition des vorherigen Sprachstandards R6RS
- Definition des aktuellen Sprachstandards R7RS (PDF; 679 kB)